# PŠC Pezinok
Pezinský športový club Pezinok (PŠC Pezinok) là một câu lạc bộ bóng đá Slovakia. PŠC thi đấu ở Giải hạng ba Bratislava và có hơn 300 thành viên. Pezinok 18 đội trẻ và 14 trong số đó thi đấu ở Bratislava Football Association (BFZ). Sân nhà của đội là "Mestský štadión PŠC Pezinok" nằm trên đường Komenského tại Pezinok. Câu lạc bộ chính thức được thành lập năm 1921.
Đội bóng về đích thứ 11 ở mùa giải 2018/19. Tomáš Kállay là huấn luyện viên trưởng của PŠC Pezinok kể từ ngày 1 tháng 7 năm 2019.

## Tên gọi câu lạc bộ
- 1921-1948: PŠC Pezinok
- 1949-1956: Sokol Tehelne Pezinok
- 1957-1960: Slovan NV Pezinok
- 1961-1983: Lokomotíva Pezinok
- 1984-1990: Stavbár Pezinok
- từ năm 1991: PŠC Pezinok

## Logo và màu sắc câu lạc bộ
Logo chính của câu lạc bộ được sử dụng từ năm 1991 khi ban lãnh đạo dưới sự điều hành của Ing. František Slezák quyết định quay trở về tên gọi PŠC. Nó cũng có nghĩa là "trở lại" trên logo của câu lạc bộ.
Màu sắc của câu lạc bộ Pezinok được xác định ngay khi thành lập. Ngày 29 tháng 8 năm 1921, khi một nhóm những người nhiệt tâm, Aladar Takacs, người anh em Korineks và những người khác đến Budapest, nơi họ mua những bộ trang phục và trái bóng đầu tiên. Trang phục của đội một có màu trắng với sọc ngang xanh lá cây, theo Ferencváros Budapest. Kể từ đó, Pezinok trung thành với sứ kết hợp màu sắc "xanh lá cây-trắng" của mình.

## Kình địch
Kình địch chính của câu lạc bộ là CFK Pezinok Cajla và GFC Grinava, đều đến từ Pezinok. Các trận đấu kình địch luôn thu hút một lượng lớn người hâm mộ cổ vũ cho các câu lạc bộ của mình.